# Gare d'Ōami
La gare d'Ōami (大網駅, Ōami-eki) est une gare ferroviaire de la ville d'Ōamishirasato, dans la préfecture de Chiba au Japon. Elle est exploitée par la compagnie JR East.

## Situation ferroviaire
La gare d'Ōami est située au point kilométrique (PK) 22,9 de la ligne Sotobō. Elle marque le début de la ligne Tōgane.

## Histoire
La gare a été inaugurée le 20 janvier 1896.

## Service des voyageurs

### Accueil
La gare dispose d'un bâtiment voyageurs, avec guichets, ouvert tous les jours.

### Desserte
- Ligne Sotobō :
  - voie 1 : direction Soga et Chiba (interconnexion avec la ligne Sōbu pour Tokyo)
  - voie 2 : direction Katsuura et Awa-Kamogawa
- Ligne Tōgane :
  - voies 3 et 4 : direction Narutō
  - voie 4 : direction Chiba